# 다이후쿠촌 (나라현)
다이후쿠촌(大福村)은 나라현 북서부, 시키군에 있던 촌이다. 현재의 사쿠라이시에 해당한다.

## 역사
- 1889년 4월 1일 - 정촌제 시행에 의해 도이치군 다이후쿠촌이 성립하였다.
- 1897년 4월 1일 - 시키군으로 소속이 변경되었다.
- 1956년 9월 1일 - 가구야마촌과 함께 사쿠라이시에 편입해, 동일 다이후쿠촌은 폐지되었다.

## 교통

### 철도
- 긴키 닛폰 철도
  - 긴테쓰 오사카선